# Maryan Wisniewski
Pour les articles homonymes, voir Wisniewski.
Maryan Wisniewski, né le 1er février 1937 à Calonne-Ricouart et mort le 3 mars 2022 à Carpentras, est un footballeur français d'origine polonaise des années 1950 et 1960. Wisniewski évolue au poste d'ailier droit. Il est le plus jeune joueur à avoir porté le maillot tricolore, après René Gérard. Avec l'équipe de France il participa notamment à la Coupe du monde 1958 où les Bleus terminèrent 3e, à l'Euro 1960 (4e). Il est le grand-oncle du rugbyman Jonathan Wisniewski.

## Biographie

### Dix années passées à Lens
Maryan Wisniewski commence le football à l'US Auchel comme Jean Vincent. Entre 11 et 13 ans, trop jeune, il joue avec une fausse licence. Il est repéré par plusieurs clubs de la région à seulement seize ans. Contrairement à son ancien coéquipier, il opte pour le RC Lens, son club de cœur, qui lui fait intégrer son centre de formation en 1953. Il se révèle à ses débuts comme un remarquable ailier droit, et comme le nouveau prodige du football français.
Un mois après avoir marqué pour Lens à Geoffroy-Guichard, il devient le deuxième plus jeune joueur à porter le maillot de l'équipe de France. En effet, il est appelé pour jouer contre la Suède le 3 avril 1955 à l'âge de dix-huit ans deux mois et 2 jours. Il marque son premier but avec les Bleus deux ans plus tard, le 1er septembre 1957 contre l'Islande.
En 1958, il remporte avec les juniors lensois la Coupe Gambardella face à l'AS Saint-Étienne (3-1). Il participe ensuite à la coupe du monde où la France termine troisième. Titularisé sur l'aile droite aux côtés de Raymond Kopa, d'origine polonaise comme lui, il délivre de nombreuses passes décisives à Just Fontaine, futur meilleur buteur de l'histoire de la compétition, et inscrit quelques buts, comme celui contre l'Irlande du Nord, en dribblant quatre adversaires. À son retour de Suède, il est envoyé en prison, coupable de ne pas être rentré directement à l'armée. Il participe de même à l'Euro 1960 et se classe quatrième. Dans le même temps, il s'impose comme une référence du RC Lens. Avec ses 93 buts, Wisniewski est encore aujourd'hui le co-recordman du plus grand nombre de buts marqués sous le maillot lensois, avec Ahmed Oudjani. Malgré plusieurs deuxièmes places, il ne décroche aucun titre chez les Sang et Or.

### Expérience italienne et retour en France
Après dix ans passé à Lens, la Sampdoria de Gênes souhaite l'engager. D'abord réticente, la direction lensoise va consentir à le laisser partir pour régler quelques problèmes financiers. Malgré tout, l'expérience tourne court et Wisnieski revient en France, également pour renflouer un club italien en difficultés économiques, à l'AS Saint-Étienne, où il reste deux ans et marque douze buts, y jouant au poste d'avant-centre alors qu'il était ailier de formation.

### Fin de carrière
En 1966, à l'âge de vingt-neuf ans, Wisniewski signe au FC Sochaux. Dans une équipe où la bonne ambiance règne, il atteint la finale de la coupe de France dès sa première année au club, et accroche un podium de D1 en 1968. Finalement, à trente-deux ans, il signe en D2 au FC Grenoble où il va tranquillement finir sa carrière lors de la saison 1969-1970. Il est par la suite entraîneur d'une équipe de jeunes au Pontet.
En 2022, le magazine So Foot le classe dans le top 1000 des meilleurs joueurs du championnat de France, à la 231e place.
Il meurt le 3 mars 2022, à l'âge de 85 ans.

### Carrière internationale
- 33 sélections en équipe de France, 12 buts[9],[10]
- Première sélection en équipe de France le 3 avril 1955 : France - Suède (2-0)
- Premier but en équipe de France le 1er septembre 1957, Islande - France (1-5), à la 53e minute.

## Palmarès
En sélection nationale :
- Coupe du monde 1958 (3e)
- 4e de l'Euro 1960

En club :
- Vice-champion de France en 1956 et 1957 avec le RC Lens.
- Finaliste de la Coupe de France en 1967 avec le FC Sochaux.
- Vainqueur de la coupe Charles Drago en 1960 avec le RC Lens.
- Finaliste de la coupe Charles Drago en 1957 avec le RC Lens.
- Vainqueur de la Coupe Gambardella en 1958 avec le RC Lens.